# Santa Maria de Jújols
Santa Maria de Jújols, o la Capella d'en Maria, és una capella oratori del poble de Jújols, en el terme del mateix nom, de la comarca del Conflent, a la Catalunya del Nord.
És a llevant del poble de Jújols, damunt i al nord de la partida de l'Oratori.